# Karakorum
För bergskedjan med detta namn, se Karakoram.

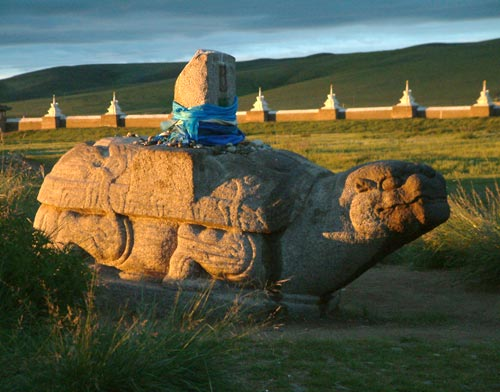
En av flera sköldpaddsstatyer i det gamla Karakorum.

Karakorum (med flera stavningsvarianter) var under en period huvudorten i Mongolväldet, belägen i distriktet Charchorin vid floden Orchon i det nordöstra hörnet av provinsen Övörchangaj i nuvarande Mongoliet, sydväst om Ulan Bator, och nära den nutida staden Charchorin. 
Området runt Karakorum är jordbruksland och var en gång rikt på mineraler som kunde utvinnas genom gruvdrift. Det har gjorts fynd som kan tolkas som att orten var bebodd redan på 700-talet. Den fick sin roll som centralpunkt i det mongoliska riket efter att den gamla huvudstaden, Aurag, hade blivit opraktisk på grund av sin geografiska belägenhet, och blev Ögödeis säte år 1235.
Arkeologiska fynd visar att staden kretsade runt metallurgi, vilket drevs av vattenkraften i Orchonfloden. Andra fynd omfattar pilspetsar, järngrytor, hjulaxlar, rester efter produktion av keramik, däribland skulpturer, glas- och garn-bearbetning, och dessutom av silke och mynt från Kina. Själva palatset hade ett tak täckt av grön tegelsten, och alla tak ska ha varit ornamenterade. Det har även hittats husgeråd och porslins-, brons-, silver- och gulddekorationer.
Karakorum var mongolernas residensstad fram till 1267 då Khubilai khan gjorde Khanbalik (nuvarande Peking) till sin huvudstad. Staden förstördes i en kinesisk invasion år 1388. År 1568 byggdes klostret Erdene Dzuu på stadens ruiner.